# Scheiblwies (Gemeinde Dunkelsteinerwald)
Scheiblwies ist eine Ortschaft und Katastralgemeinde in der Gemeinde Bergern im Dunkelsteinerwald in Niederösterreich.

## Geografie
Das Dorf befindet sich südlich von Geyersberg auf einem sanften Bergrücken, der Oberer Kreuzberg genannt wird, und ist über die Landesstraße L7220 erreichbar. Am 1. Jänner 2024 zählte Scheiblwies 54 Einwohner.

## Geschichte
Im Franziszeischen Kataster von 1821 ist das Dorf mit einigen Gehöften beiderseits der Dorfstraße verzeichnet. Laut Adressbuch von Österreich waren im Jahr 1938 in Scheiblwies ein Gastwirt und einige Landwirte mit Direktvertrieb ansässig.